# Avon Wheatbelt

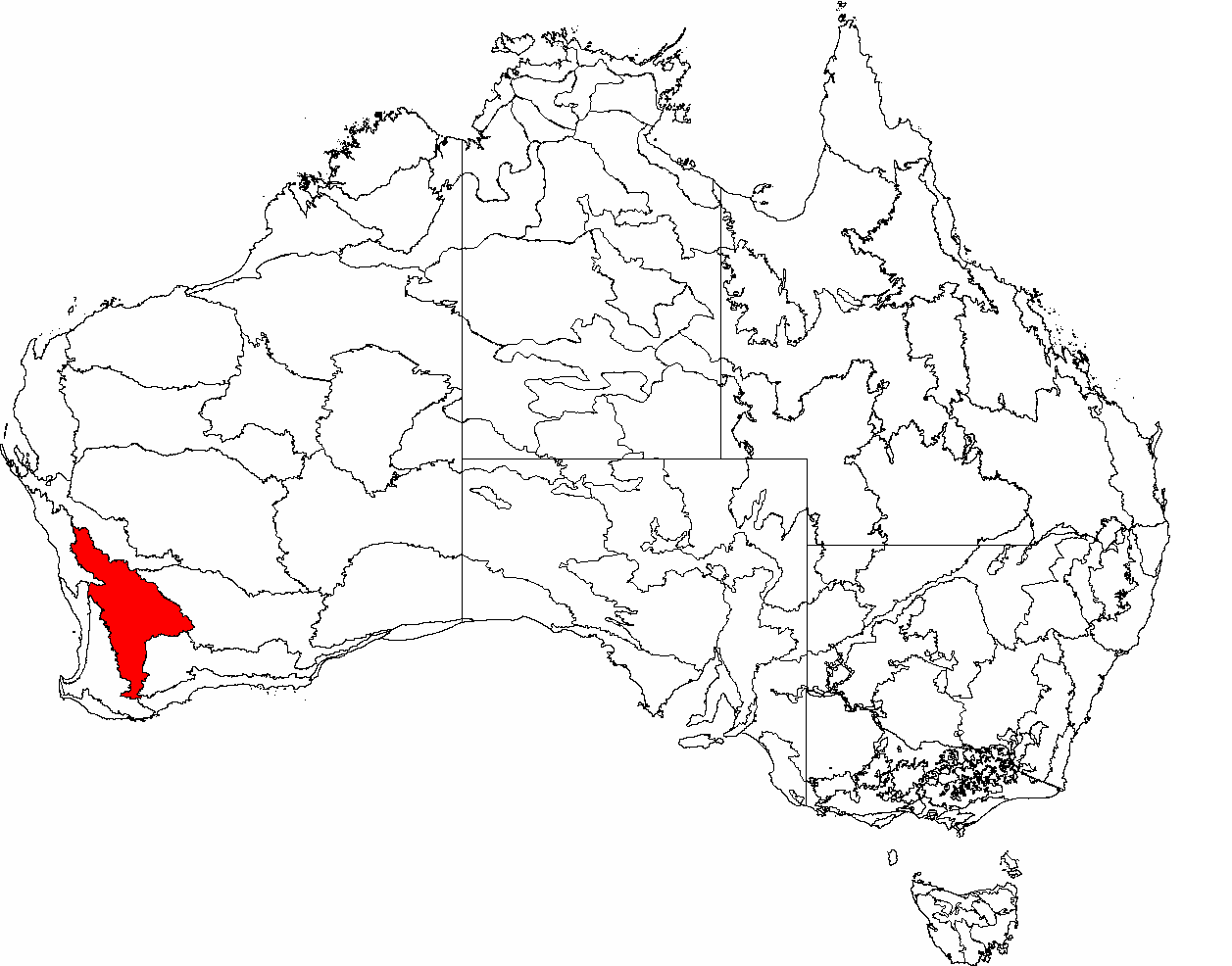
Les régions de l'IBRA, avec l’Avon Wheatbelt en rouge.

L’Avon Wheatbelt est une région de l’Interim Biogeographic Regionalisation for Australia (IBRA) située en Australie-Occidentale, et faisant partie de la plus vaste écorégion Forêts et maquis du Sud-Ouest australien.